# Mariä Himmelfahrt (Tegernbach)

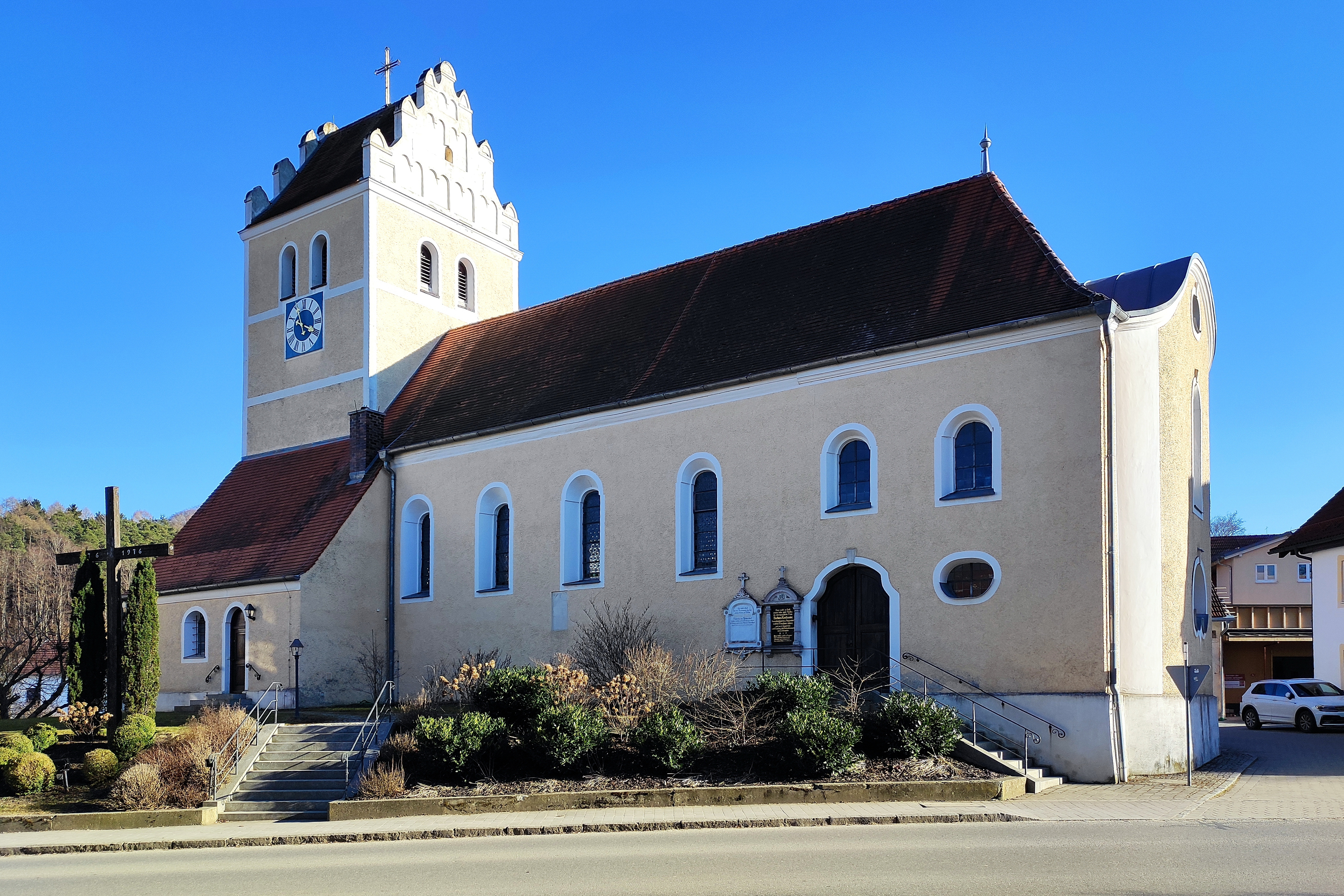
Mariä Himmelfahrt in Tegernbach

Die römisch-katholische Pfarrkirche Mariä Himmelfahrt steht in Tegernbach, einem Gemeindeteil von Rudelzhausen im oberbayerischen Landkreis Freising. Sie ist in der Liste der Baudenkmäler in Rudelzhausen unter der Nr. D-1-78-122-15 eingetragen. Die Kirche gehört zum Dekanat Geisenfeld-Pförring im Bistum Regensburg.

## Beschreibung
Die im Kern romanische, um 1700 barockisierte Saalkirche besteht aus dem ursprünglich dreijochigen, 1826 und 1906 nach Westen erweiterten und mit einem Ziergiebel abgeschlossenen Langhaus und dem um 1600 ausgebauten Chorturm im Osten. Das oberste Geschoss des mit einem Satteldach zwischen den Staffelgiebeln bedeckten Turms enthält hinter den Klangarkaden, unter denen die Zifferblätter der Turmuhr angebracht sind, den Glockenstuhl mit drei Glocken. Die Sakristei wurde an der Nordwand des Chorturms angebaut.
Der Chorraum im Erdgeschoss des Turms ist mit einem Kreuzgratgewölbe überspannt. Auf dem die Breite des Chors einnehmenden Hochaltar stehen Figuren der Maria, des Josef von Nazaret und des Evangelisten Johannes.
Die 1985 gebaute Orgel wurde 2004 von Armin Ziegltrum auf 27 Register, verteilt auf drei Manuale und Pedal, erweitert.